# Parque histórico de Sujotai
El Parque histórico de Sujotai (en tailandés, อุทยานประวัติศาสตร์สุโขทัย) reúne los restos arqueológicos de la Sujotai, capital del reino de Sujotai en los siglos XIII y XIV, en el actual norte de Tailandia. Está ubicado cerca de la ciudad moderna de Sukhothai, capital de la provincia homónima.
Las murallas de la ciudad forman un rectángulo de unos 2 kilómetros de este a oeste por 1,6 kilómetros de norte a sur. Existen 193 sitios arqueológicos en 70 kilómetros cuadrados de territorio. Hay una puerta en el centro de cada muralla. Al interior, se conservan restos del palacio real y de 26 templos, siendo el más grande el Wat Mahathat.

## Preservación

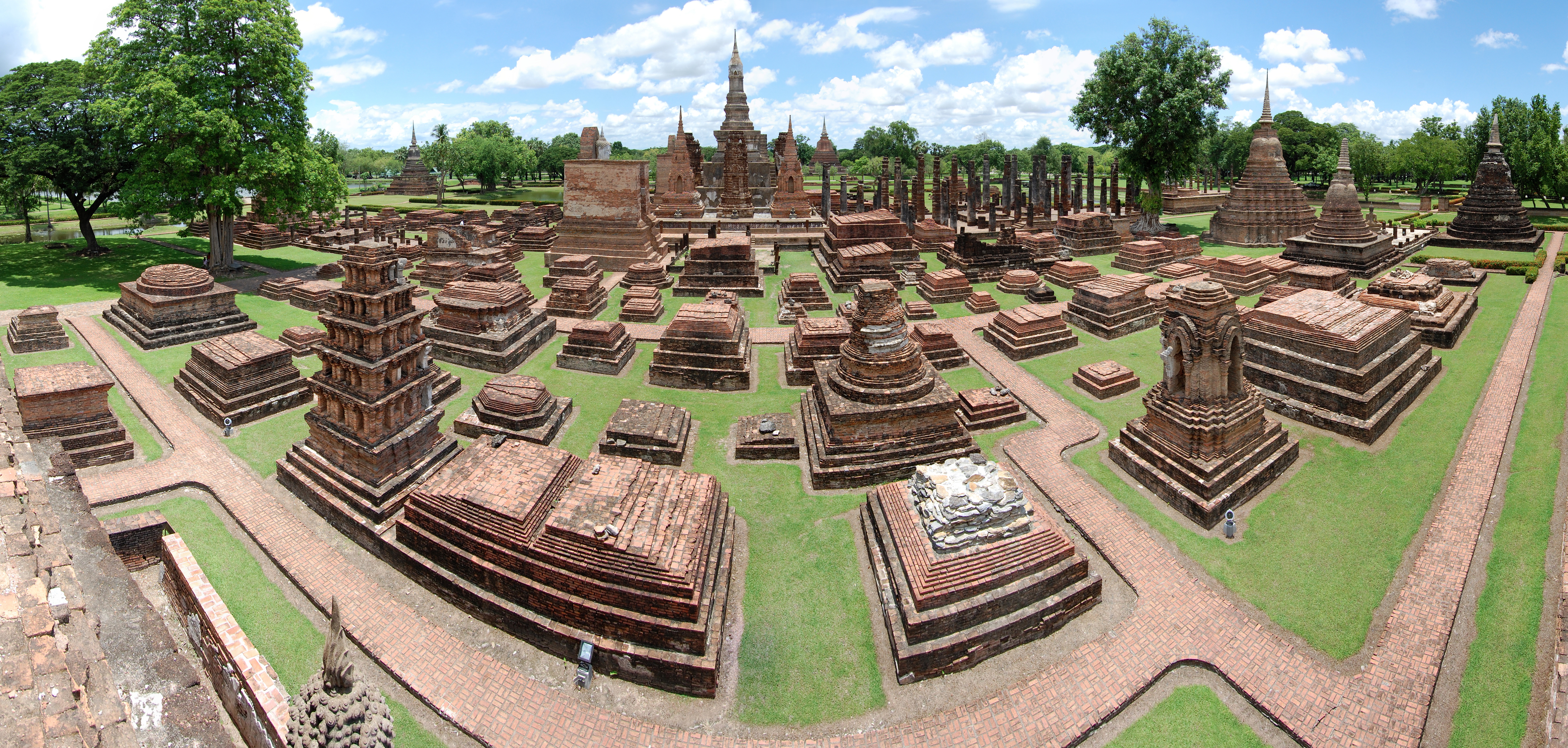
Wat Mahathat en el Parque Histórico de Sukhothai.

El parque es conservado por el departamento de Bellas Artes de Tailandia con la ayuda de la Unesco, que lo ha declarado Patrimonio de la Humanidad. El parque recibe miles de visitantes al año que se maravillan de las figuras antiguas de Buda, los edificios del palacio y los templos. El parque puede ser fácilmente visitado por medio de una bicicleta o a pie.
La protección del área fue anunciada en la Royal Gazette el 6 de junio de 1962. En 1976, se aprobó un proyecto de restauración y, en julio de 1988, el parque abrió sus puertas de manera oficial. El 12 de diciembre de 1991, fue declarado Patrimonio de la Humanidad como parte de la Ciudad histórica de Sukhothai y sus ciudades históricas asociadas, junto con los parques históricos asociados en Si Satchanalai y en Kamphaeng Phet.

## Monumentos
Dentro de los muros:
- Monumento al rey Ramkhamhaeng, justo en el medio del parque, al norte del palacio.
- El Palacio Real y Wat Mahathat ("Templo de la gran reliquia"), en el centro de la planta.
- El Museo Nacional de Ramkhamhaeng está situado al este de las ruinas del palacio. Muestra una serie de objetos de arte donados por los ciudadanos de Sukhothai o de la colección conservada por la Dirección General de Bellas Artes.
- Traphang Ngon Wat ("Monasterio de Plata"), pequeño templo en la isla en un lago artificial al oeste de Wat Mahathat.
- Wat Si Sawai (también conocido como "Wat Sri Svāya"), templo fundado probablemente en el siglo XII por el pueblo jemer en tributo a Shivá.
- Traphang Wat tanga ("Lago de Oro en el monasterio"), ahora hay solo una estupa en estilo cingalés.
- San Ta Pha Daeng, santuario hindú (Prang) al norte de Wat Mahathat.

## Galería

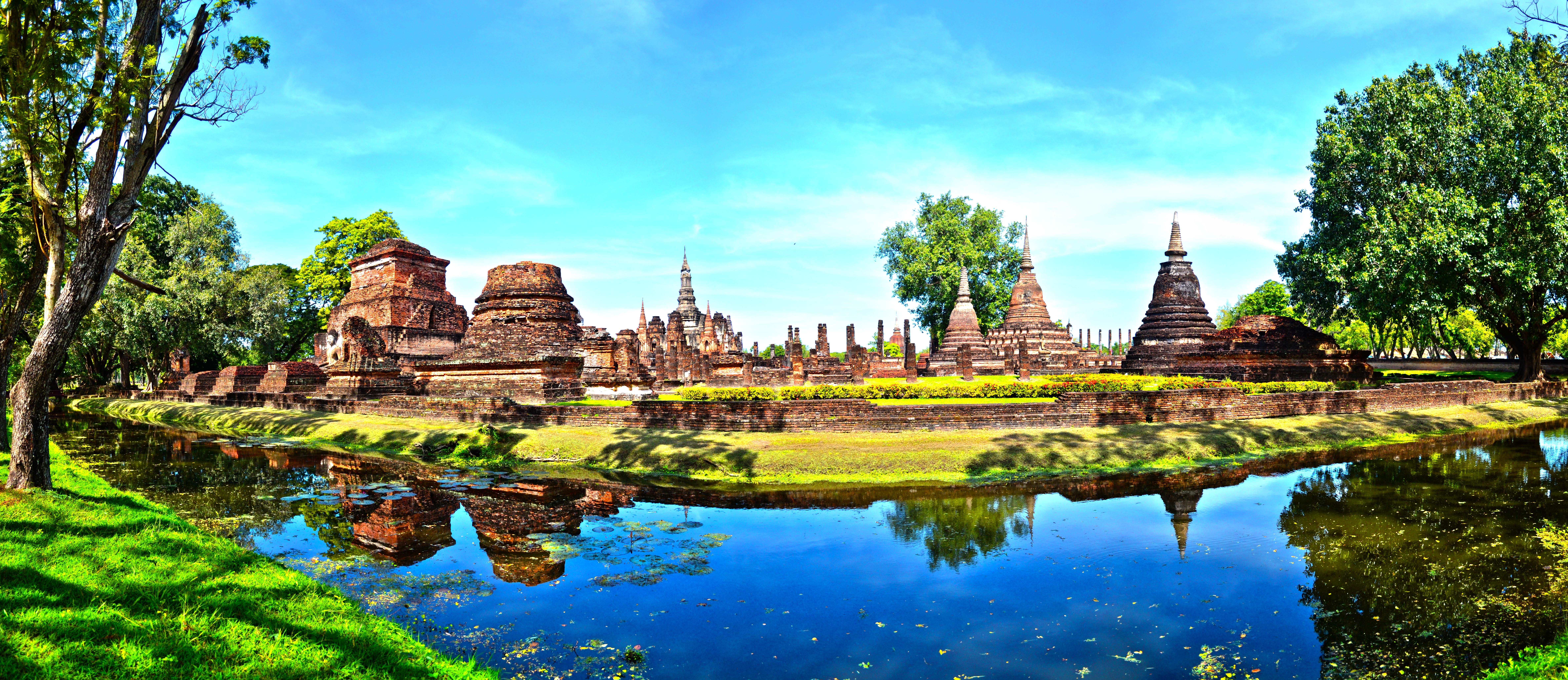
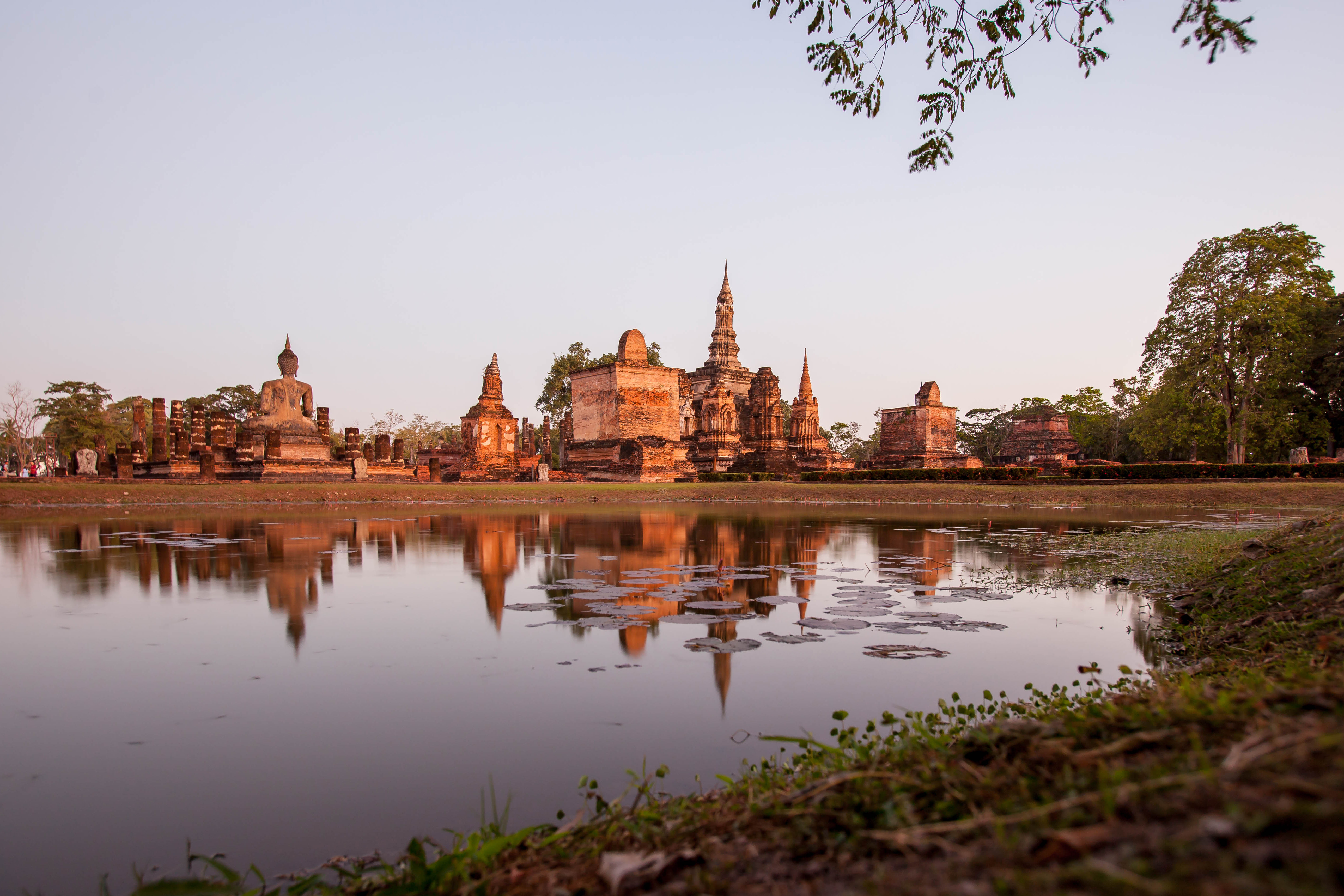
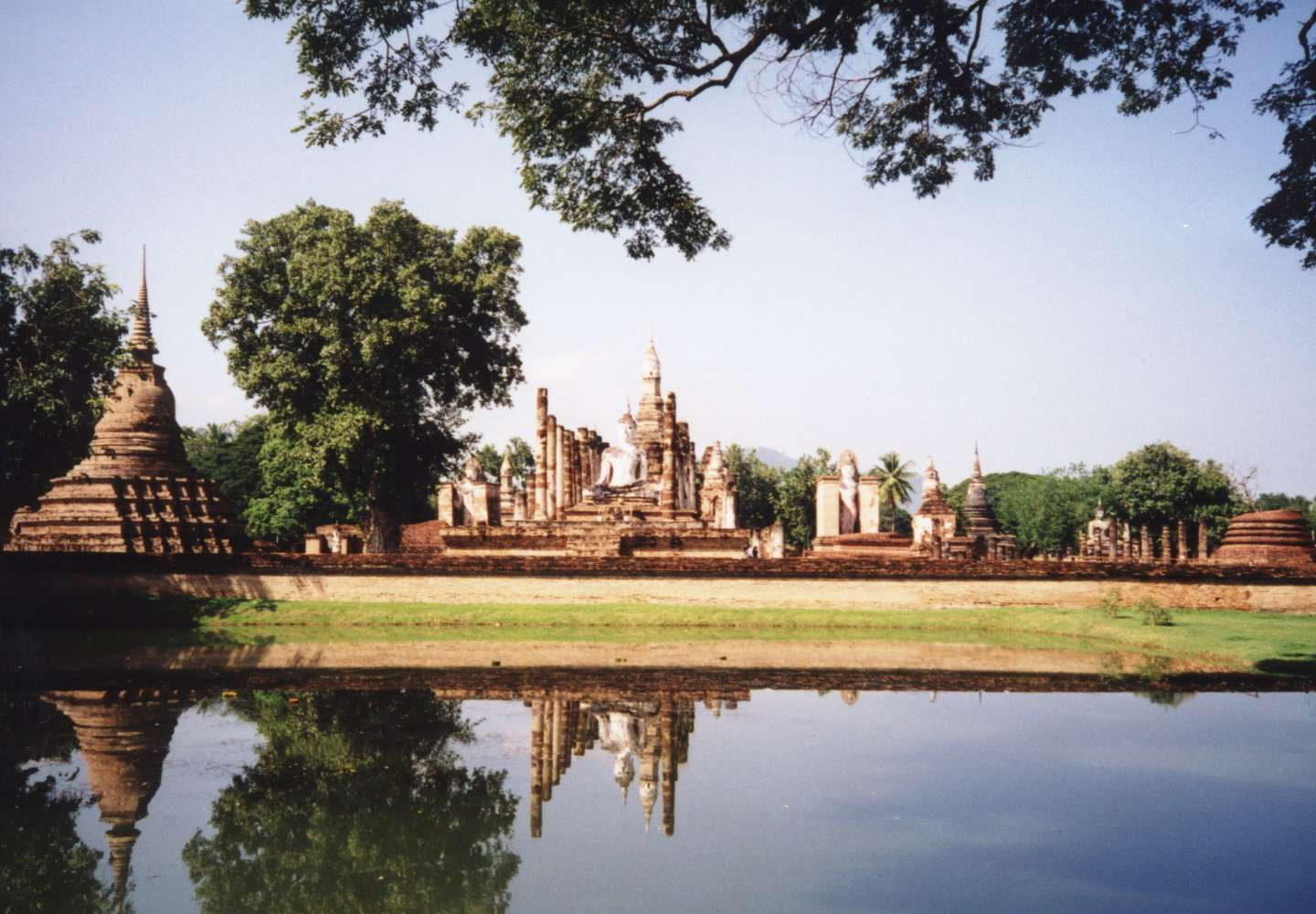
Vista de Wat Mahathat
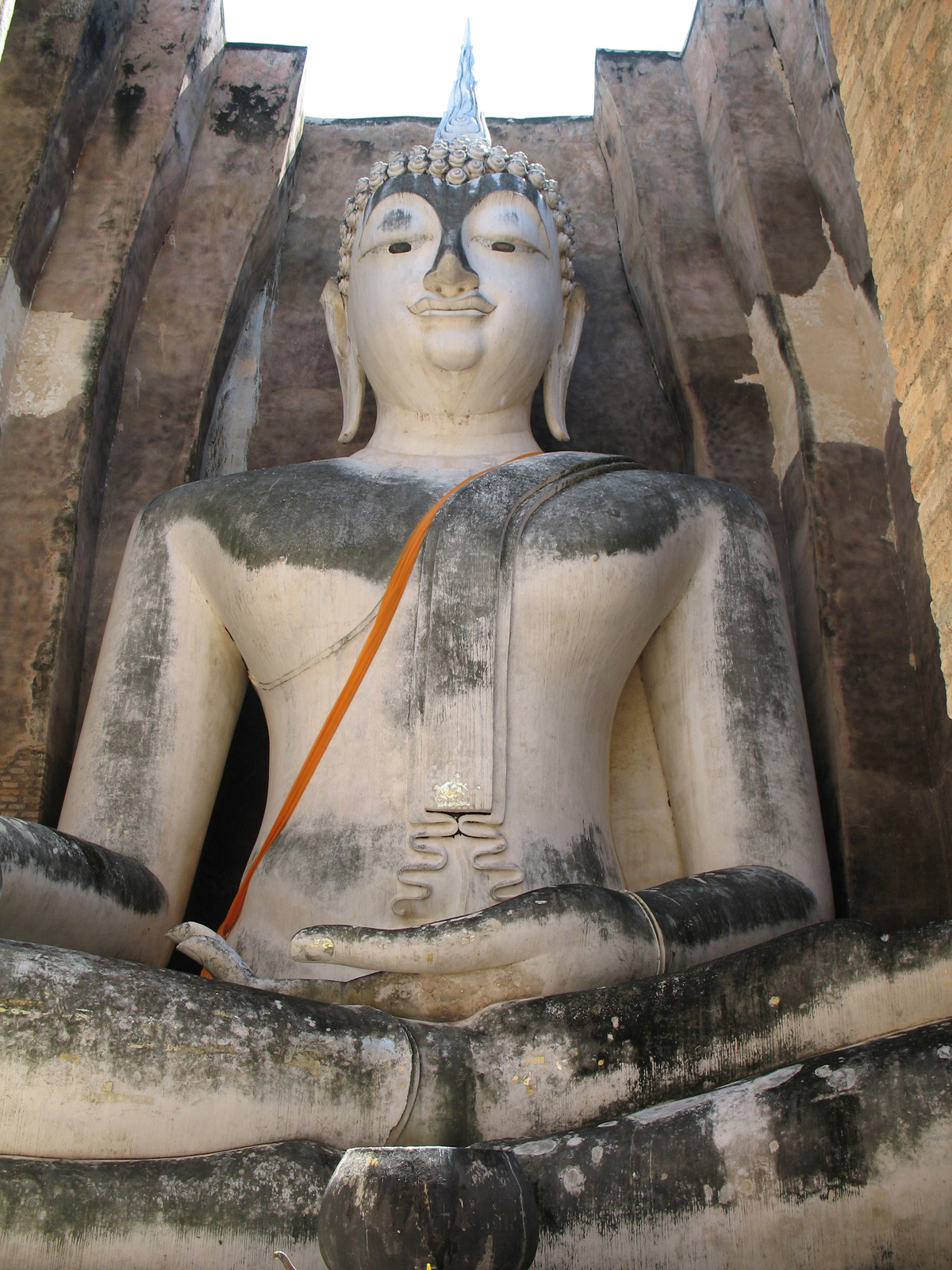
Phra Achana, Wat Si Chum
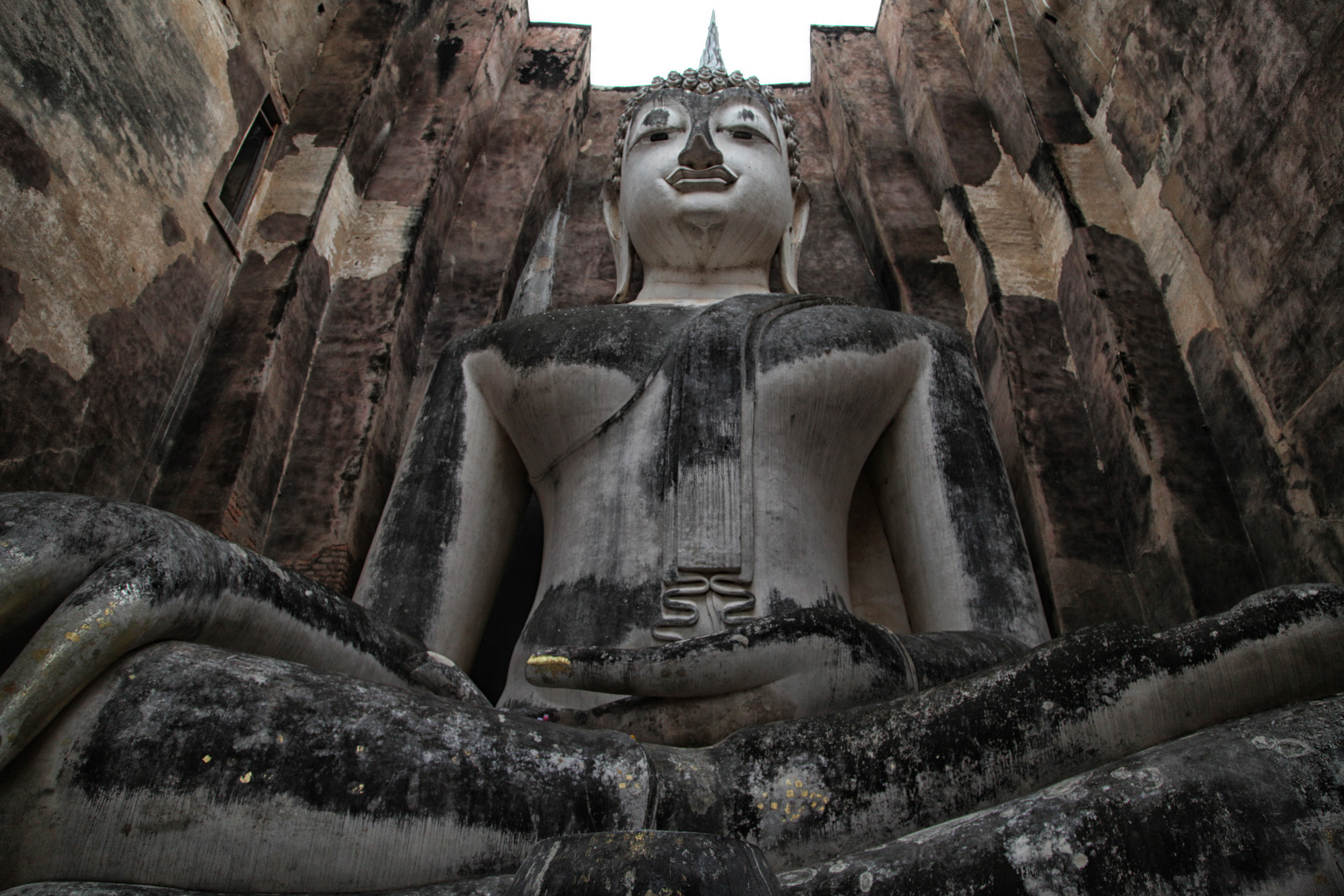
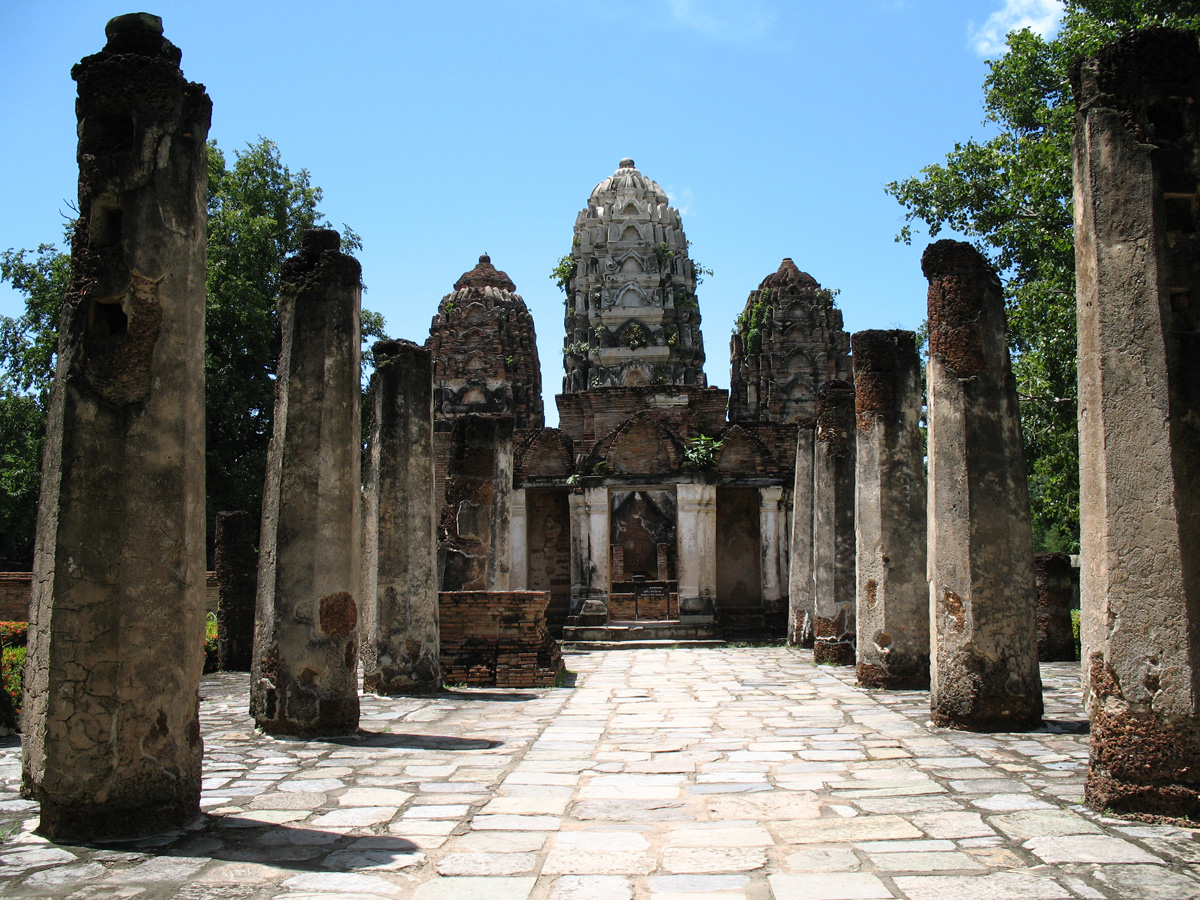
Wat Si Sawai
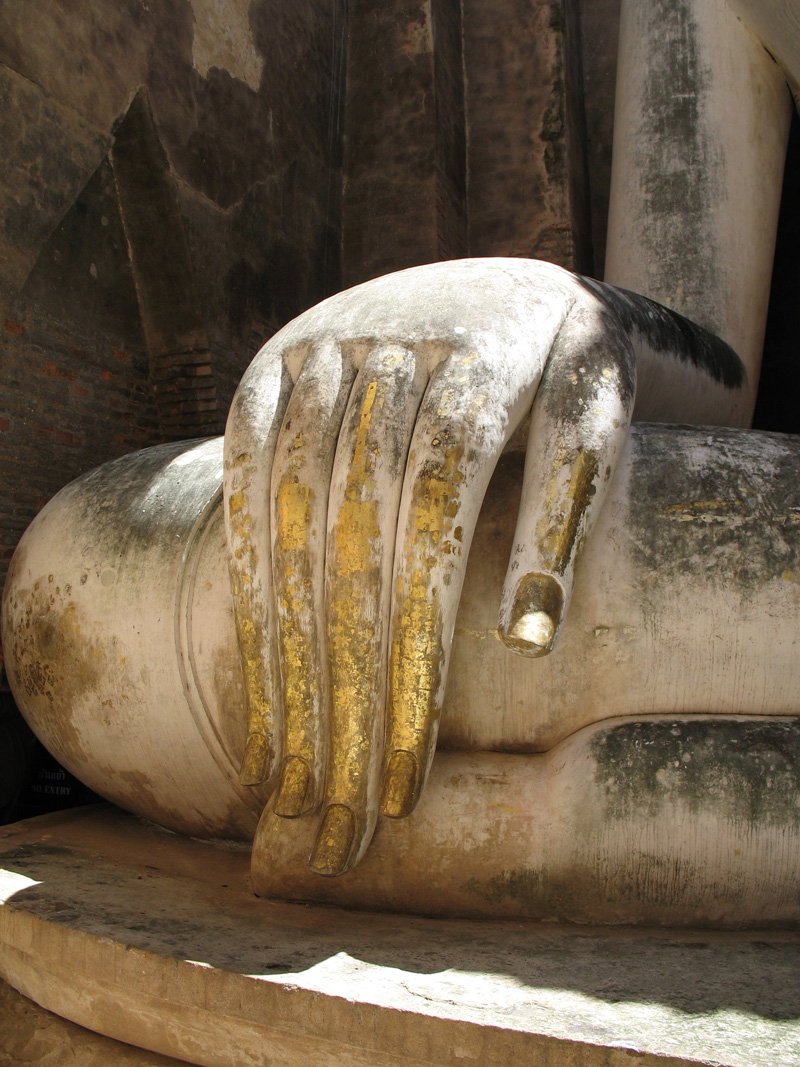
Phra Achana hand, provincia de Sukhothai
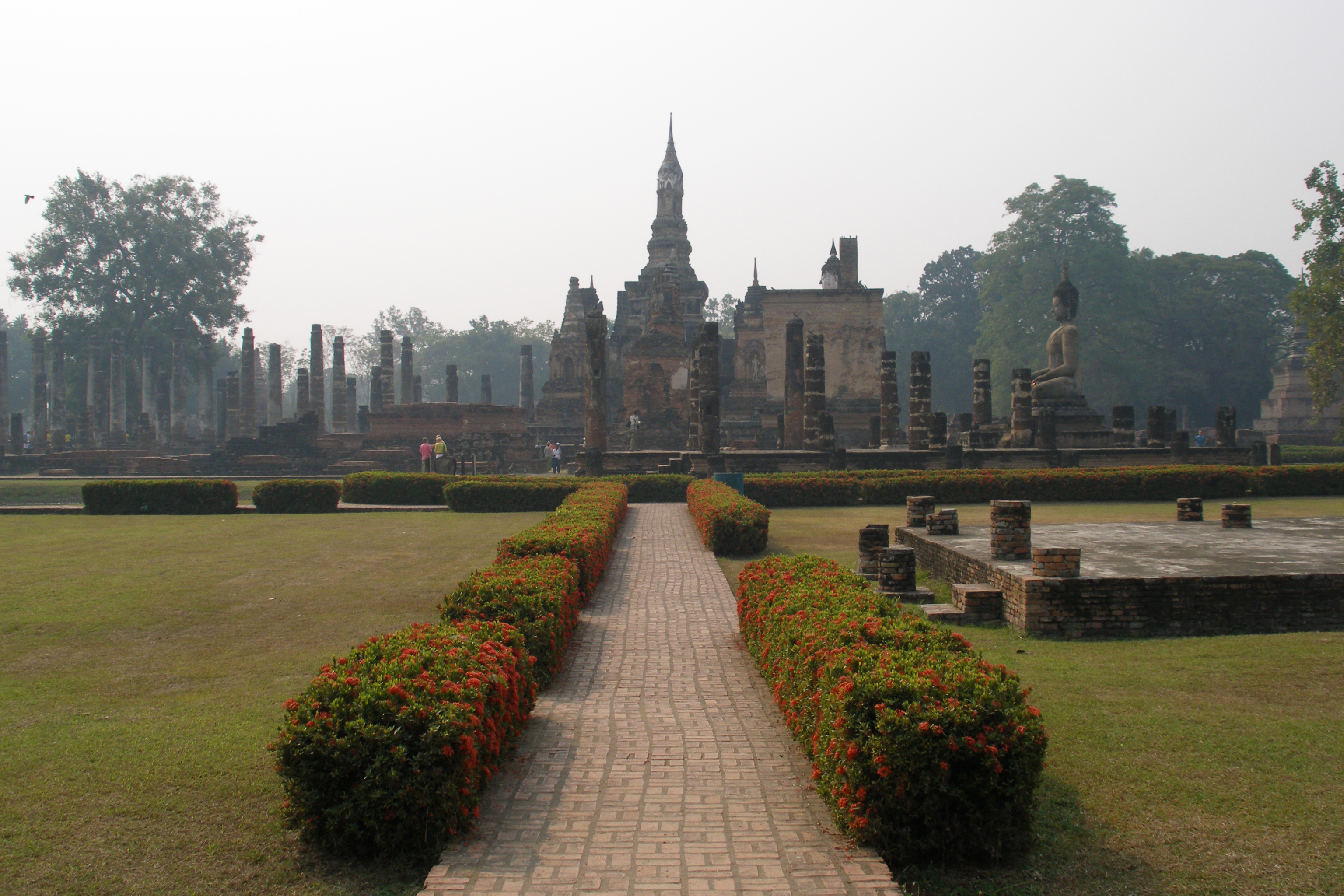
Wat Mahathat
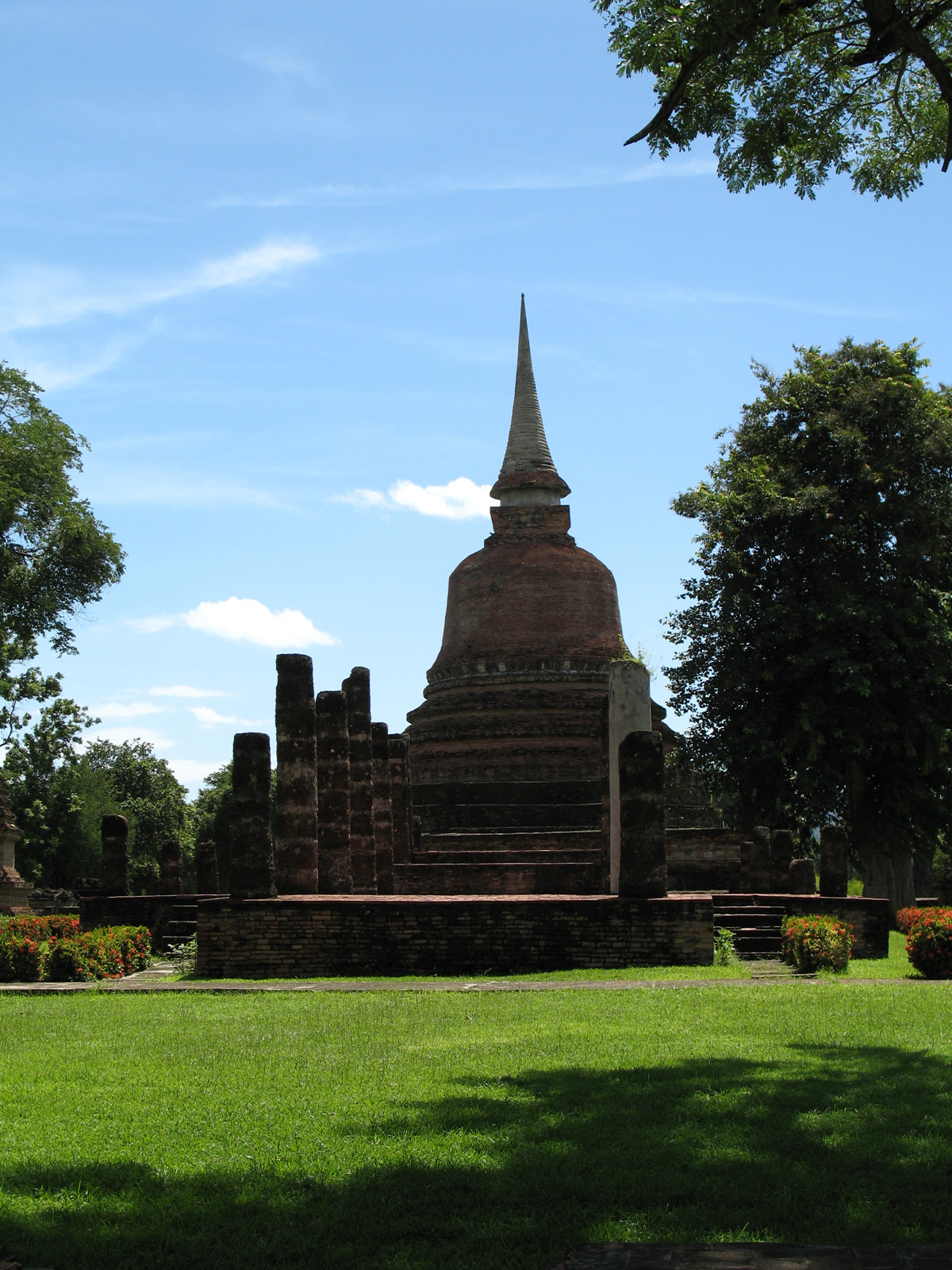
Wat Sa Si
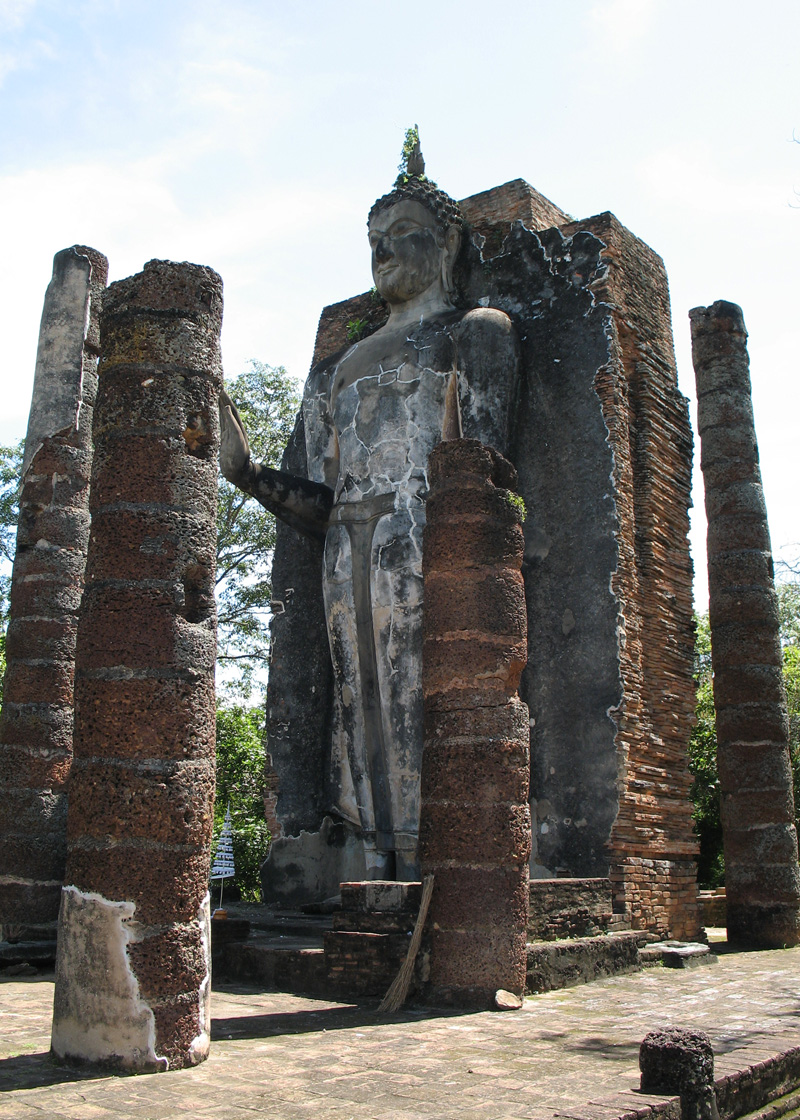
Wat Taphan Hin